# A Billboard Hot 100 listavezetői 2025-ben

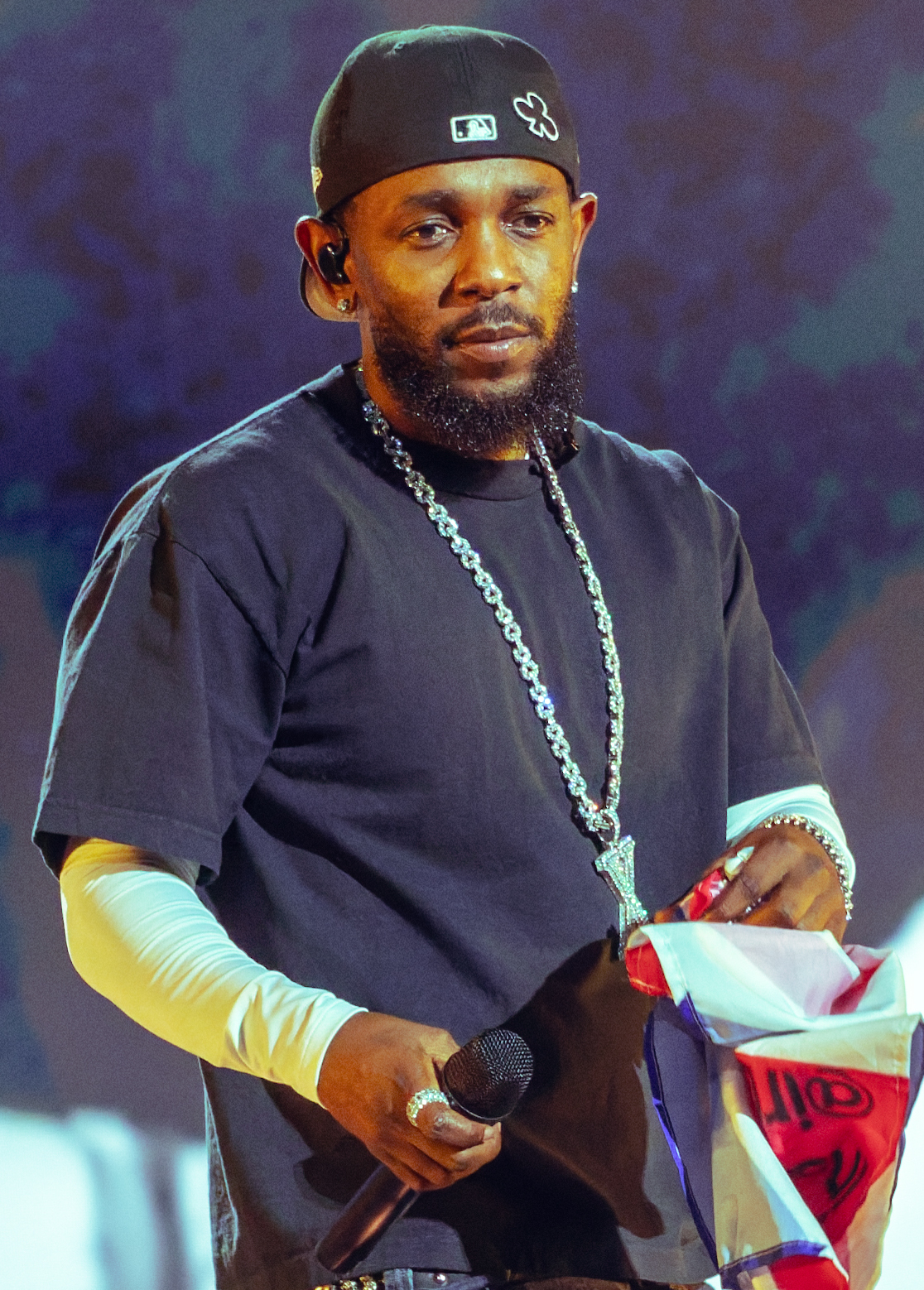
Kendrick Lamar tizennégy hétig vezette a Hot 100 listát a Not Like Us című dallal és az SZA-val közös Luther című számmal, így 2025-ben eddig ő töltötte a legtöbb időt a lista élén

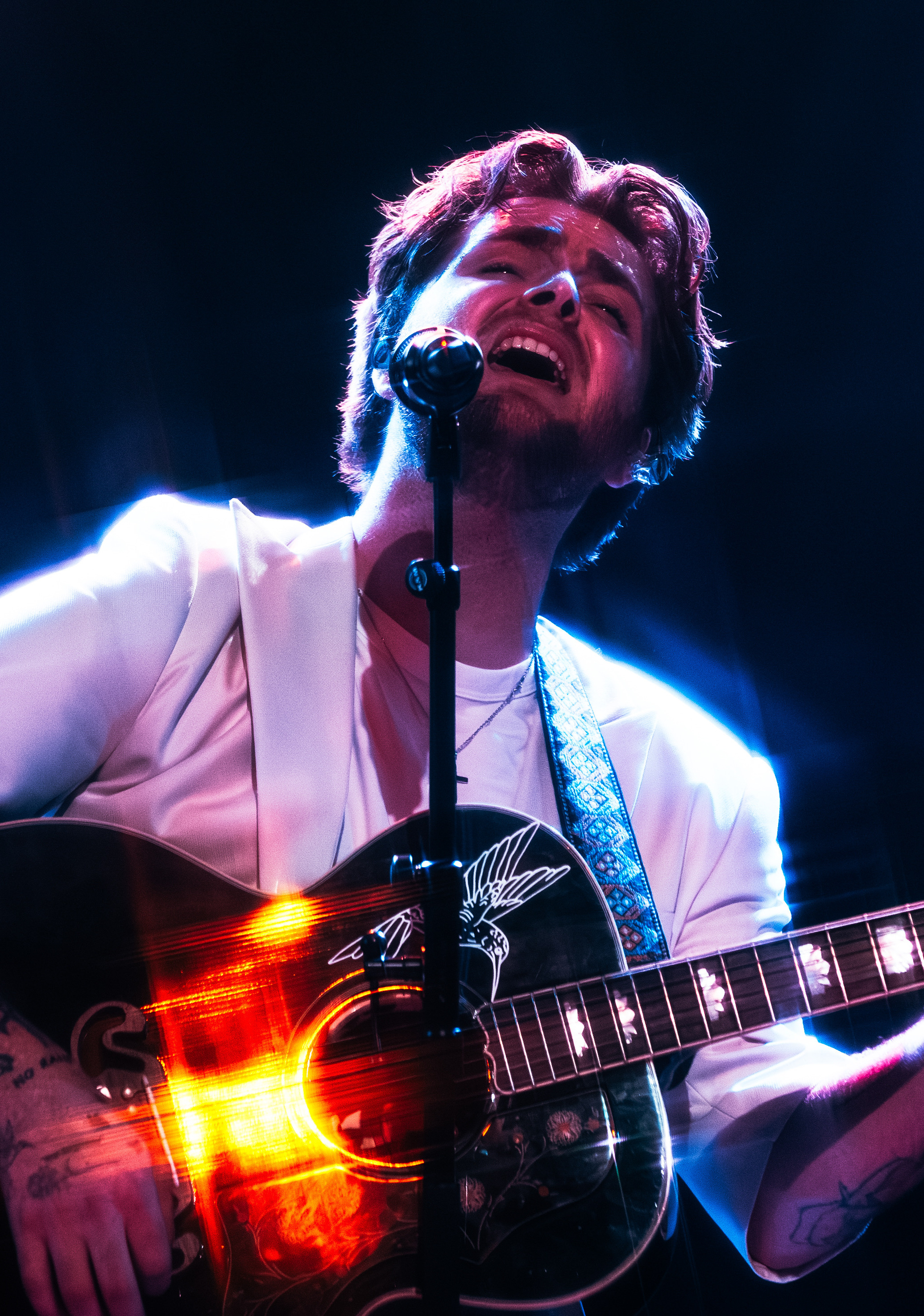
Alex Warren Ordinary című dala kilenc hétig vezette a Hot 100 listát, ezzel 2025-ben eddig ez lett a leghosszabb ideig első helyen álló szólóelőadói szám

A Billboard Hot 100 egy slágerlista, amely rangsorolja az Egyesült Államokban legjobban teljesítő kislemezeket. A streaming adatok, a digitális és fizikális eladások, illetve a rádiós teljesítmény alapján készült listát a Billboard magazin teszi közzé hetente, a Luminate Data adatait használva.
Kendrick Lamar Not Like Us (2024) című dala 2025-ben visszatért a lista élére, harmadjára, miután az előadó fellépett a Super Bowl LIX félidejében, amellyel az első nem karácsonyi dal lett (és összességében a második az All I Want for Christmas Is You után), amely háromszor is elérte a csúcsot, legalább két hónap szünettel a listavezetések között. A következő héten Lamar a 15. előadó lett, aki saját dalától vette át a vezetést, a Lutherrel (2024).
Június 7-ig kilenc előadó érte el a lista élét, Lamar az egyetlen, akinek több, mint egy listavezető dala volt az évben.

## Lista
| No.  | Dátum         | Dal                             | Előadó(k)                             | For.          |
| ---- | ------------- | ------------------------------- | ------------------------------------- | ------------- |
| re   | január 4.     | All I Want for Christmas Is You | Mariah Carey                          | [ 1 ] [ 2 ]   |
| 1177 | január 11.    | Die with a Smile                | Lady Gaga és Bruno Mars               | [ 3 ] [ 4 ]   |
| 1177 | január 18.    | Die with a Smile                | Lady Gaga és Bruno Mars               | [ 5 ] [ 6 ]   |
| 1177 | január 25.    | Die with a Smile                | Lady Gaga és Bruno Mars               | [ 7 ] [ 8 ]   |
| 1177 | február 1.    | Die with a Smile                | Lady Gaga és Bruno Mars               | [ 9 ] [ 10 ]  |
| 1178 | február 8.    | 4x4                             | Travis Scott                          | [ 11 ] [ 12 ] |
| re   | február 15.   | Die with a Smile                | Lady Gaga és Bruno Mars               | [ 13 ] [ 14 ] |
| re   | február 22.   | Not Like Us                     | Kendrick Lamar                        | [ 15 ] [ 16 ] |
| 1179 | március 1.    | Luther                          | Kendrick Lamar és SZA                 | [ 17 ] [ 18 ] |
| 1179 | március 8.    | Luther                          | Kendrick Lamar és SZA                 | [ 19 ] [ 20 ] |
| 1179 | március 15.   | Luther                          | Kendrick Lamar és SZA                 | [ 21 ] [ 22 ] |
| 1179 | március 22.   | Luther                          | Kendrick Lamar és SZA                 | [ 23 ] [ 24 ] |
| 1179 | március 29.   | Luther                          | Kendrick Lamar és SZA                 | [ 25 ] [ 26 ] |
| 1179 | április 5.    | Luther                          | Kendrick Lamar és SZA                 | [ 27 ] [ 28 ] |
| 1179 | április 12.   | Luther                          | Kendrick Lamar és SZA                 | [ 29 ] [ 30 ] |
| 1179 | április 19.   | Luther                          | Kendrick Lamar és SZA                 | [ 31 ] [ 32 ] |
| 1179 | április 26.   | Luther                          | Kendrick Lamar és SZA                 | [ 33 ] [ 34 ] |
| 1179 | május 3.      | Luther                          | Kendrick Lamar és SZA                 | [ 35 ] [ 36 ] |
| 1179 | május 10.     | Luther                          | Kendrick Lamar és SZA                 | [ 37 ] [ 38 ] |
| 1179 | május 17.     | Luther                          | Kendrick Lamar és SZA                 | [ 39 ] [ 40 ] |
| 1179 | május 24.     | Luther                          | Kendrick Lamar és SZA                 | [ 41 ] [ 42 ] |
| 1180 | május 31.     | What I Want                     | Morgan Wallen featuring Tate McRae    | [ 43 ] [ 44 ] |
| 1181 | június 7.     | Ordinary                        | Alex Warren                           | [ 45 ] [ 46 ] |
| 1181 | június 14.    | Ordinary                        | Alex Warren                           | [ 47 ] [ 48 ] |
| 1182 | június 21.    | Manchild                        | Sabrina Carpenter                     | [ 49 ] [ 50 ] |
| re   | június 28.    | Ordinary                        | Alex Warren                           | [ 51 ] [ 52 ] |
| re   | július 5.     | Ordinary                        | Alex Warren                           | [ 53 ] [ 54 ] |
| re   | július 12.    | Ordinary                        | Alex Warren                           | [ 55 ] [ 56 ] |
| re   | július 19.    | Ordinary                        | Alex Warren                           | [ 57 ] [ 58 ] |
| re   | július 26.    | Ordinary                        | Alex Warren                           | [ 59 ] [ 60 ] |
| re   | augusztus 2.  | Ordinary                        | Alex Warren                           | [ 61 ] [ 62 ] |
| re   | augusztus 9.  | Ordinary                        | Alex Warren                           | [ 63 ] [ 64 ] |
| 1183 | augusztus 16. | Golden                          | Huntr/x: Ejae, Audrey Nuna és Rei Ami | [ 65 ] [ 66 ] |

## Listavezető előadók
| # | Ország                       | Előadó            | Hetek száma |
| - | ---------------------------- | ----------------- | ----------- |
| 1 | Egyesült Államok             | Kendrick Lamar    | 14          |
| 2 | Egyesült Államok             | SZA               | 13          |
| 3 | Egyesült Államok             | Alex Warren       | 9           |
| 4 | Egyesült Államok             | Lady Gaga         | 5           |
| 4 | Egyesült Államok             | Bruno Mars        | 5           |
| 6 | Egyesült Államok             | Mariah Carey      | 1           |
| 6 | Egyesült Államok             | Travis Scott      | 1           |
| 6 | Egyesült Államok             | Morgan Wallen     | 1           |
| 6 | Kanada                       | Tate McRae        | 1           |
| 6 | Egyesült Államok             | Sabrina Carpenter | 1           |
| 6 | Egyesült Államok             | Huntr/x           | 1           |
| 6 | Dél-Korea · Egyesült Államok | Ejae              | 1           |
| 6 | Egyesült Államok             | Audrey Nuna       | 1           |
| 6 | Egyesült Államok             | Rei Ami           | 1           |